# Bayadera bidentata
Bayadera bidentata – gatunek ważki z rodziny Euphaeidae. Szeroko rozprzestrzeniony w Chinach i północnym Wietnamie.